# Marie Tippmannová-Jadrná
Marie Tippmannová-Jadrná (19. září 1886 Skuteč – 21. května 1965 Ústí nad Labem) byla česká spisovatelka, publicistka a politička.

## Životopis
Rodiče Jan Jadrný, učitel ve Skutči (1858–1939) a Marie Jadrná-Přibyslavská (1857–1936), svatba (17. 11. 1885). Sourozenci Marta Russová-Jadrná (21. 4. 1888), Jarmila Františka Jadrná (1893–1895) a Jan Evangelista Jiří Jadrný (3. 2: 1899). Otec byl odborným učitelem, později ředitelem škol ve Skutči. Matka byla publicistka a autorka veselohry Šíp Amorův. Sestra Marta byla též literárně činná pod pseudonymem Maru.
Marie Tippmannová-Jadrná studovala v letech 1897–1898 na Vyšším vzdělávacím ústavu pro české dívky Poettingeum v Olomouci, od 1907 na malířské akademii v Mnichově. Roku 1909 studium ukončila, aby podpořila svého snoubence JUDr. Karla Tippmanna v politické a národní práci. Vzali se 7. listopadu 1910. Po svatbě pracovala v manželově advokátní kanceláři až do narození dcery (JUDr. Barbora Dušková-Tippmannová), a syna. Manžel byl z politických důvodů za první světové války vězněn. Marie byla odsouzena roku 1917 za pobuřování. V meziválečném období žila rodina v Lovosicích. V roce 1926 se stala Marie vedoucí národně demokratických žen v Lovosicích a 16. září 1931 byla povolána do Zemského zastupitelstva pro Zemi českou za Československou národní demokracii. Během druhé světové války byla rodina perzekvována. Po válce žila ovdovělá Marie u dcery v Ústí nad Labem.
Přispívala do: Česká revue, Eva, Hvězda, List paní a dívek, Národní listy, Ozvěny, Punťa, Zora. Byla členkou Syndikátu českých spisovatelů. Autorka knih pro děti, dívčích románků a próz pro dospělé, publicistka a politická pracovnice.

## Dílo

### Próza
- Máminy pohádky – Ilustroval J. Kreutz. Praha: nákladem vlastním, 1929
- V bouři: in memoriam anno 1914–1918. Praha: Josef R. Vilímek, 1931
- Chci zvítězit: román – Praha: Rodina, 1932
- Děvče, které mělo odvahu: román; Koktavý: román. Praha: Rodina, 1933
- Když květy povadly: román – Marie Tippmannová. Na kluzišti: povídka – Anuše Mittenhubrová. Praha: Rodina, 1933
- Aťa a František: veselé příběhy povedených dětí – Praha: Nakladatelské družstvo Máje, 1934
- Láďa Sláma: román – Praha: Rodina, 1934
- František, Atin bratr: veselé příhody rozpustilých dětí – Praha: Nakladatelské družstvo Máje, 1935
- Kamenitou cestou: román – Praha: Rodina, 1935
- Mařenčino podivné štěstí: dívčí román – Praha: Rodina, 1935
- Hela a Honza: humoristický román o moderních dětech a jejich rodičích – Praha: Rodina, 1936
- Aťa a její přátelé – Praha: Nakladatelské družstvo Máje,1937
- Hela umí vyhrávat: román – Praha: Rodina, 1937
- Na statku: o dobrých lidech a zvířatech – obrázky vyzdobil Oldřich Cihelka a obálku maloval Zdeněk Burian. Praha: Ústřední nakladatelství a knihkupectví učitelstva českoslovanského, 1937; Praha: Komenium, učitelské nakladatelství, společnost s r. o., 1948
- Markétčino vítězství: román – Praha: Rodina, 1938
- Kamarádky: dívčí román – Praha: Nakladatelské družstvo Máje,1938
- Tvrdou cestou: román – v úpravě Oldřicha Bareše. Praha: románová knihovna časopisu Ozvěny domova i světa, 1939
- Duli: románek o jedné holčičce – Praha: Nakladatelské družstvo Máje, 1940
- Toušek: román dospělých a malého chlapce – Praha: Rodina, 1940
- Čistý pramen: román – 1940; Praha: Ivo Železný, 1992
- Matčina náruč: román – 1940; Praha: Ivo Železný, 1998
- Holýma rukama: román – 1940; Praha: Ivo Železný, 1998
- Cesta k přístavu: román – 1940
- Cizí dítě: román – 1940
- Dvě dcery: román – 1940
- Hnízdo nad mořem: román – 1940; Praha: Ivo Železný, 1998
- Život v nepohodě: román – 1940
- Daleko od vlasti: román – 1940
- Ptáčata bez hnízda: román – 1940
- Na Hulínově statku – 1940[8]
- Honza švec – Praha: Tempo, 1941
- Lída, Vava a Don: povídka pro mládež – s obálkou a ilustracemi Františka Horníka. Praha: B. Smolíková-Mečířová, 1941
- Na prokleté půdě: román – 1941
- Z paláce do chaloupky: román – 1941
- Sestřičky: román – 1941
- Dcera z Hulínova statku: román – 1941
- Sedlák Malina: román – 1941
- Krásná paní: román – 1941
- Otravný květ: román – 1941 [1997 jako Jedovatý květ]
- Odvážné děvče – s obálkou podle návrhu Miloše Nováka. Praha: B. Smolíková-Mečířová, 1942
- Zvířátka vypravují: pohádky – nakreslila Růžena Polejová. Praha: Nakladatelské družstvo Máje, 1942
- Děti mistra Doubka: román – 1942
- Tři synové: román – 1942; [jazyková úprava Jitka Kutilová; obálka a grafická úprava Karel Kárász. Praha: Ivo Železný, 1992]
- Květ z chudé zahrádky: román – 1942; Praha: Ivo Železný, 1998
- Pro lepší zítřek: román – 1943
- Marcelina cesta za spravedlností: román – 1943
- Okénko do zlatých časů: román – 1943
- Honzovo perpetuum mobile: román pro mládež – návrh obálky a ilustrace Miloš Novák. Praha: B. Smolíková-Mečířová, 1944
- Za mořem: román – 1944
- Stará mladá: román – 1944
- O neposedném andílkovi – obálka a ilustrace akademický malíř Miloš Endler. Praha: B. Smolíková-Mečířová, 1945
- Drsné hedvábí – 1999[8]
- Viola van Meer – 1999[8]
- Nevyšlo: Oklikou ke štěstí, Šerem k úsvitu, Kvádrové, Městečko a lidé v něm, Za úspěchem, Než začalo svítat, Různá srdce, Tónek, Chlapec, který byl mužem, Strousberk, Mezi zemí a oblaky, Aťa na studiích, Slepička Pudřenka, Ajka a Majka

### Rozhlasová hra
- Pět chlapců z Vysočiny – 1949